# アプラナート
アプラナート（独: Aplanat ）とは、光学系の収差補正状況を示す言葉の一つで、球面収差とコマ収差を解消していることを言う。
「光路長一定の条件」と「正弦条件」を同時に満たすことで光学系はアプラナートになる。

## 望遠鏡における歴史
反射鏡だけでこれを達成するには最低2枚の鏡が必要である。
ニュートン式望遠鏡の平面斜鏡は光軸の向きを変えるだけ、カセグレン式望遠鏡の双曲面副鏡やグレゴリー式望遠鏡の楕円面副鏡は合成焦点距離を伸ばすためだけに使われており、放物面主鏡は球面収差を発生しないものの正弦条件を満たさずコマ収差が発生するのでアプラナートではない。

ドイツのカール・シュヴァルツシルトは1905年に2枚の非球面鏡で初めてアプラナートを実現し、しかも像面湾曲もなかったが、2枚とも球面から大きく外れており当時は実製作に至らなかった。
1908年にヘンリー・ジーデントップ（Henry Siedentopf ）が凸球面主鏡と四次曲面カーディオイド鏡を組み合わせてアプラナートを実現したが、この光学系は口径食が著しく天体観測に応用された例はない。しかし「カーディオイド集光器」として顕微鏡暗視野照明用集光器の高級品に使われている。
リッチー・クレチアン式望遠鏡はアプラナートである。シュミット式望遠鏡は非点収差も解消しており、正確に言えばスチグマートである。